# Dominique Dambert
Dominique Dambert, née le 3 février 1949 à Périgueux (Dordogne), est une journaliste française.

## Biographie
Après des études de lettres classiques à l’université Paris X-Nanterre, et de chinois à l’École des langues orientales, elle travaille à l'Office de radiodiffusion télévision française (ORTF) et au journal Le Monde comme pigiste, puis au département consommation et société (1973-1983). Elle est ensuite coproductrice et coprésentarice avec Didier Adès du magazine socio-économique Rue des entrepreneurs (de 1983 à 2010) diffusé tous les samedis sur France Inter jusqu'en avril 2010, date de son retrait de la grille (Radio-France a en effet décidé de son licenciement, et de celui de son coprésentateur, Didier Adès, pour faute grave,).
Elle a obtenu le prix « Dauphine - Henri Tezenas du Montcel » de la meilleure émission économique de radio (1996 et 2002).

## Ouvrages publiés
- Didier Adès ; avec la collab. de Dominique Dambert, Entreprise cherche repreneur, Paris, Aubier-Montaigne ; France Inter, 1986, 2000 p.  (ISBN 2-7007-2615-4)